# Entadopsis sudanica
Entadopsis sudanica là một loài thực vật có hoa trong họ Đậu. Loài này được (Schweinf.) Gilbert & Boutique mô tả khoa học đầu tiên năm 1952.